# Belgia na Zimowych Igrzyskach Olimpijskich 2014
Belgia na Zimowych Igrzyskach Olimpijskich 2014 – kadra 7 sportowców reprezentujących Belgię na igrzyskach w 2014 roku w Soczi.

## Skład reprezentacji

### Bobsleje
Kobiety
| Osada | Zawodnik                     | Konkurencja | Ślizg 1 | Ślizg 2 | Ślizg 3 | Ślizg 4 | Łącznie | Pozycja |
| ----- | ---------------------------- | ----------- | ------- | ------- | ------- | ------- | ------- | ------- |
| BEL-I | Hanna Mariën Elfje Willemsen | Dwójki      | 57,92   | 58,02   | 58,20   | 58,30   | 3:52,57 | 6.      |

### Łyżwiarstwo figurowe
| Zawodnik        | Konkurencja | Program krótki | Program krótki | Program dowolny | Program dowolny | Łączna nota | Pozycja |
| Zawodnik        | Konkurencja | Nota           | Pozycja        | Nota            | Pozycja         | Łączna nota | Pozycja |
| --------------- | ----------- | -------------- | -------------- | --------------- | --------------- | ----------- | ------- |
| Jorik Hendrickx | Soliści     | 72,52          | 16.            | 141,52          | 16.             | 214,04      | 16.     |

### Łyżwiarstwo szybkie

#### Kobiety
| Zawodnik       | Konkurencja   | Konkurencja   | Konkurencja    | Konkurencja    | Konkurencja    | Konkurencja    | Konkurencja    | Konkurencja    | Konkurencja    | Konkurencja    |
| Zawodnik       | Bieg na 500 m | Bieg na 500 m | Bieg na 1000 m | Bieg na 1000 m | Bieg na 1500 m | Bieg na 1500 m | Bieg na 3000 m | Bieg na 3000 m | Bieg na 5000 m | Bieg na 5000 m |
| Zawodnik       | Czas          | Miejsce       | Czas           | Miejsce        | Czas           | Miejsce        | Czas           | Miejsce        | Czas           | Miejsce        |
| -------------- | ------------- | ------------- | -------------- | -------------- | -------------- | -------------- | -------------- | -------------- | -------------- | -------------- |
| Jelena Peeters |               |               |                |                | 1:59,73        | 20.            | 4:10,87        | 12.            |                |                |

#### Mężczyźni
| Zawodnik    | Konkurencja | Finał    | Finał   |
| Zawodnik    | Konkurencja | Czas     | Miejsce |
| ----------- | ----------- | -------- | ------- |
| Bart Swings | 1000 m      | 1:10.14  | 23.     |
| Bart Swings | 1500 m      | 1:45.95  | 10.     |
| Bart Swings | 5000 m      | 6:17.79  | 4.      |
| Bart Swings | 10 000 m    | 13:13.99 | 5.      |

### Narciarstwo dowolne
| Katrien Aerts | Halfpipe kobiet | 51,40 | 15. | 54,40 | 14. | Nie awansowała | Nie awansowała | 54,40 | 17. |

### Snowboarding
| Konkurencja | Zawodnik    | Kwalifikacje | Kwalifikacje | Kwalifikacje | Kwalifikacje | Półfinał | Półfinał | Półfinał  | Półfinał | Finał    | Finał    | Finał     | Finał   |
| Konkurencja | Zawodnik    | 1. zjazd     | 2. zjazd     | Najlepszy    | Miejsce      | 1. zjazd | 2. zjazd | Najlepszy | Miejsce  | 1. zjazd | 2. zjazd | Najlepszy | Miejsce |
| ----------- | ----------- | ------------ | ------------ | ------------ | ------------ | -------- | -------- | --------- | -------- | -------- | -------- | --------- | ------- |
| Slopestyle  | Seppe Smits | 88,25        | 91,00        | 91,00        | 5. QS        | 77,50    | 84,50    | 84,50     | 5.       | NQ       | NQ       | NQ        | NQ      |